# Bazishao
Bazishao (kinesiska: 八字哨, 八字哨镇) är en köping i Kina. Den ligger i provinsen Hunan, i den södra delen av landet, omkring 62 kilometer nordväst om provinshuvudstaden Changsha. Antalet invånare är 19 482. Befolkningen består av 9 605 kvinnor och 9 877 män. Barn under 15 år utgör 16,0 %, vuxna 15-64 år 70 %, och äldre över 65 år 13,0 %.
Runt Bazishao är det tätbefolkat, med 442 invånare per kvadratkilometer. Närmaste större samhälle är Oujiangcha, 17,1 km söder om Bazishao. Trakten runt Bazishao består till största delen av jordbruksmark.
Genomsnittlig årsnederbörd är 1 683 millimeter. Den regnigaste månaden är maj, med i genomsnitt 292 mm nederbörd, och den torraste är december, med 45 mm nederbörd.